# Grabado electrolítico

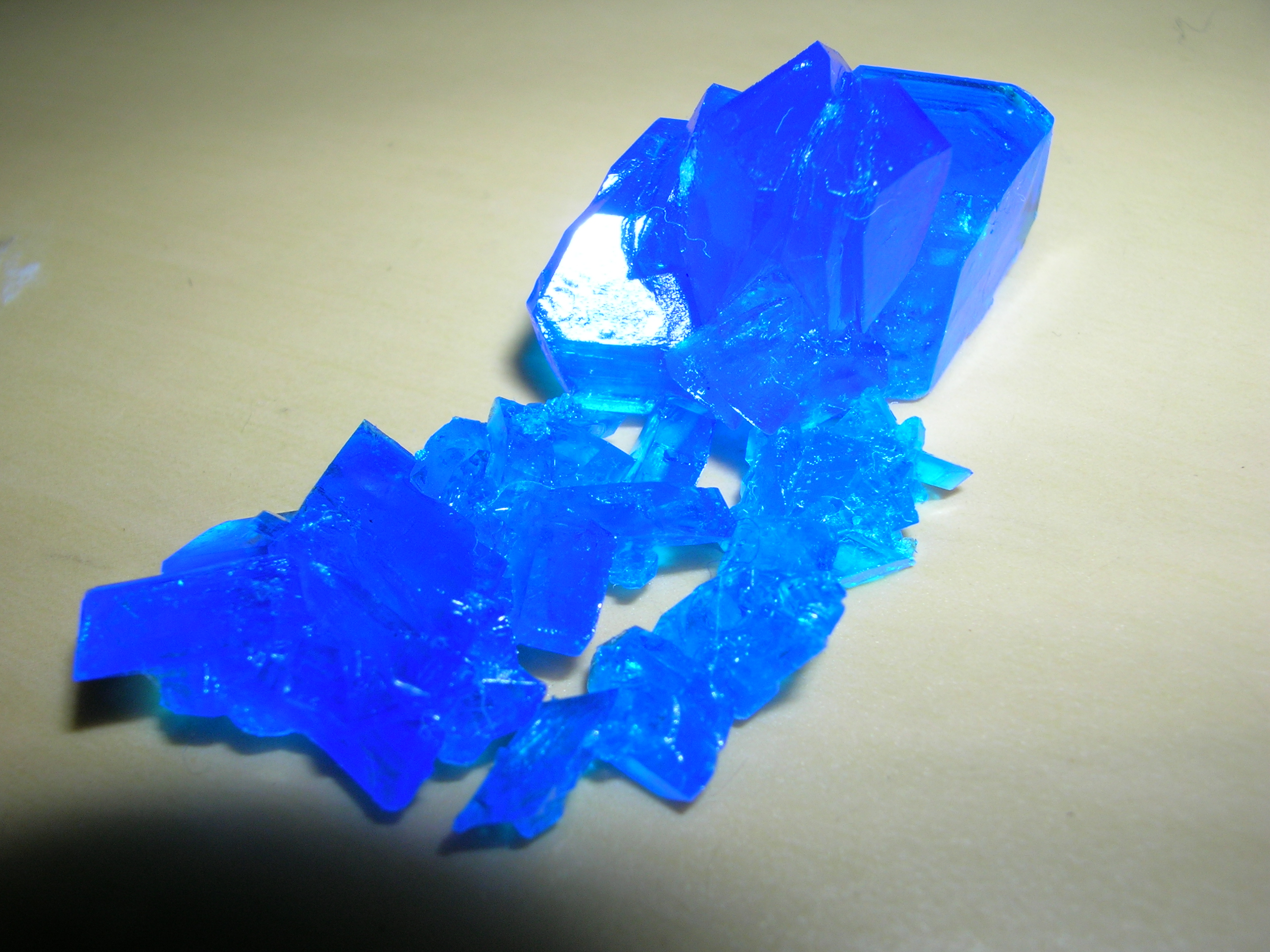
Sulfato de cobre CuSO4.5H2O

El grabado electrolítico es una técnica de grabado en metal por medio de electrólisis, que resulta menos tóxica que las técnicas tradicionales, con igual resultado plástico. La chapa de zinc, cobre o hierro a grabar se une al ánodo, enfrentada en paralelo a otra chapa unida al cátodo y se introducen ambas en una solución salina, al fluir la corriente los iones positivos y negativos del electrolito son atraídos a la plancha de polaridad opuesta, generando la mordida en el dibujo no protegido en la matriz. 
El sistema no desprende gases tóxicos como los producidos por la mordida tradicional con ácido nítrico o clorhídrico.

## Efectos tóxicos del grabado tradicional
En la última década del siglo pasado y principios de éste, los grabadores se han ido preocupando cada vez más por su salud y el medio ambiente, por lo que han iniciado investigaciones en esta materia para mejorar los procedimientos convencionales.
- Los ácidos como el nítrico y el clorhídrico utilizados para el aguafuerte pueden ocasionar irritación ocular, úlceras, quemaduras y corrosión del tracto respiratorio.
- Los disolventes orgánicos como el petróleo o el aguarrás, utilizados para la limpieza de las planchas y las herramientas, pueden pasar a la sangre al ser absorbidos por la piel o inhalados, debido a su alto nivel de volatilidad, lo que puede ocasionar migrañas y náuseas. Su uso frecuente también puede ser perjudicial para el hígado, los riñones, el sistema nervioso y la epidermis.
- Los barnices que se utilizan para protección de la plancha son derivados del petróleo, por lo que también emanan vapores tóxicos que permanecen en el ambiente del taller.
- La resina utilizada en los procedimientos tonales del aguatinta, puede ocasionar graves alergias y problemas pulmonares al ser inhalada.
- Las tintas contienen componentes igualmente tóxicos, por lo que también son dañinas para la salud y el medio ambiente.

Las nuevas alternativas de grabado no tóxico o menos tóxico incluyen tintas y barnices al agua, solventes biodegradables y procesos electrolíticos.

## Electrólisis
El principio básico del grabado electrolítico se encuentra en la electrólisis, que consiste en transformar la energía eléctrica en energía química. Para ello se introducen dos planchas de metal en paralelo, sin que exista contacto entre ellas (se suele utilizar de cobre y de zinc, aunque también se ha experimentado con planchas de hierro), en una disolución de sulfato, que actúa como electrolito y se conecta a los terminales de una fuente de corriente continua (una batería). La corriente fluye de una plancha a otra a través de la disolución de sulfato produciéndose una separación de los iones positivos y negativos del electrolito, que a su vez son atraídos a la plancha de polaridad opuesta.

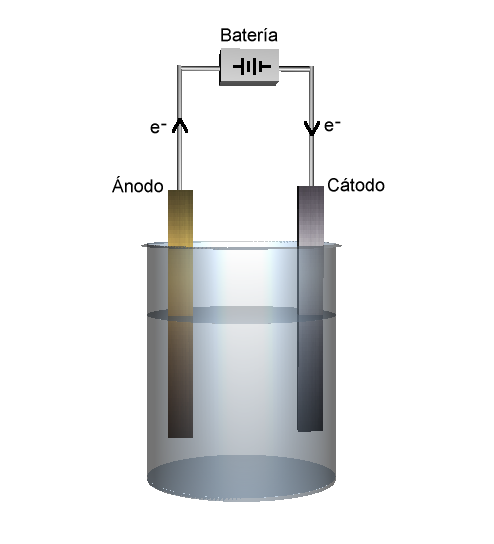
Diagrama simplificado del proceso de electrólisis

## Origen de la técnica

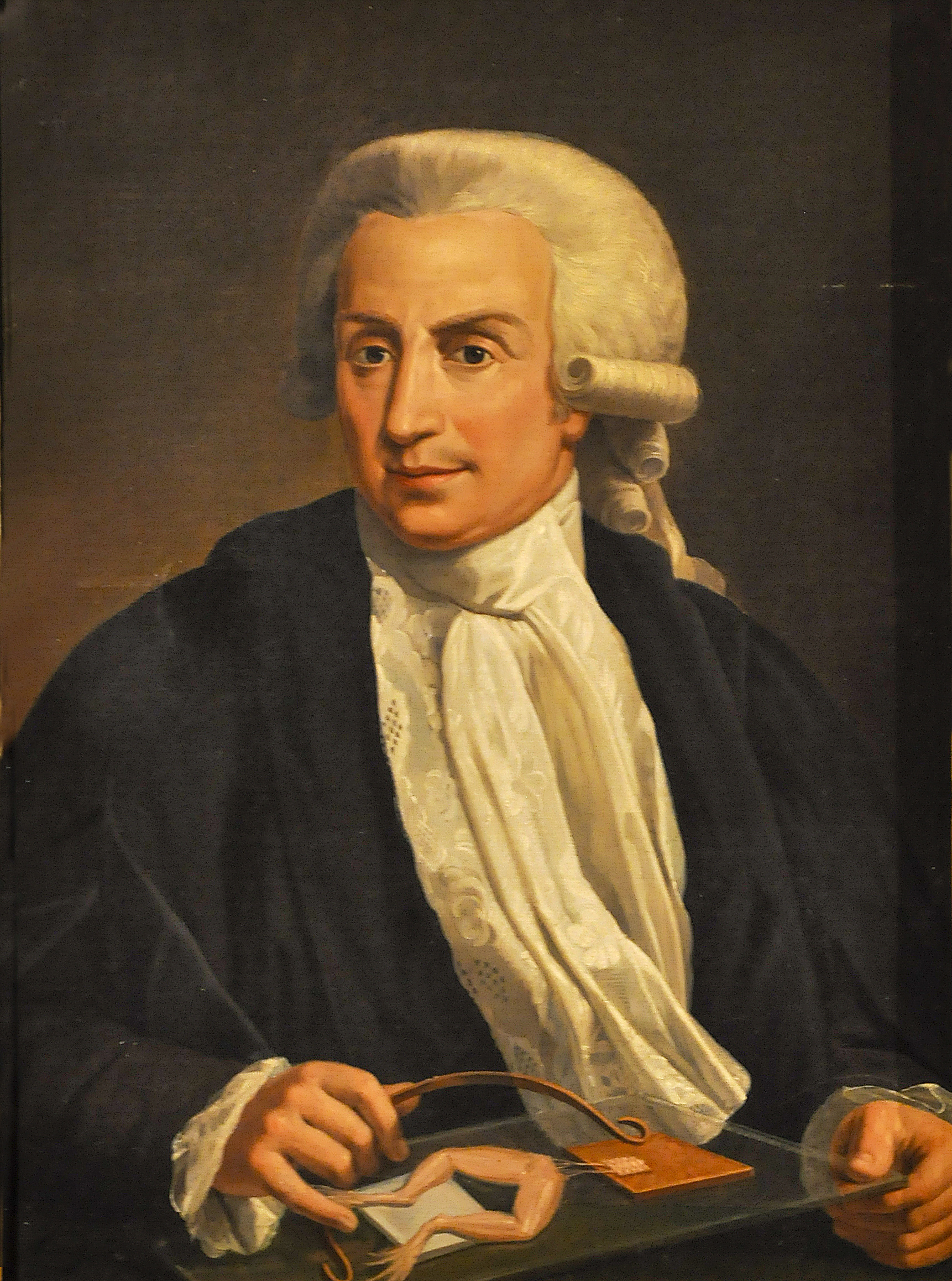
Luigi Galvani. Bolonia, Italia, 9 de septiembre de 1737 - id., 4 de diciembre de 1798

Aproximadamente en 1780, Luigi Galvani, médico y fisiólogo, profesor de anatomía y cirugía de la Universidad de Bolonia, descubrió accidentalmente el galvanismo, o la forma de producir electricidad por medios químicos. Mientras manipulaba el cadáver de una rana, una de sus patas dio un tirón, debido a que estaba en contacto con dos metales. Sin embargo, él lo atribuyó a un movimiento generado en el tejido que contraía el músculo si se tocaba el nervio correspondiente. 
Su coetáneo Alessandro Volta, físico de la Universidad de Pavía, profundizó en los experimentos de Galvani, comprobando que dos metales de diferente naturaleza en contacto con el fluido del músculo eran suficiente para generar una corriente eléctrica que produjera las contracciones nerviosas. A partir de estos experimentos, Volta construyó en 1800 la primera batería galvánica, la “pila voltaica”. Estaba construida a partir de discos de zinc y cobre en pares separados por papel o tejido, y empapados en una disolución salina. Esta batería condujo a estudios posteriores de la electricidad galvánica y al desarrollo posterior de la electrólisis.
En 1834, el físico y químico Michael Faraday anunció las Leyes de la Electrólisis, tomando como base el fenómeno de la descomposición de sustancias químicas bajo la acción de una corriente.

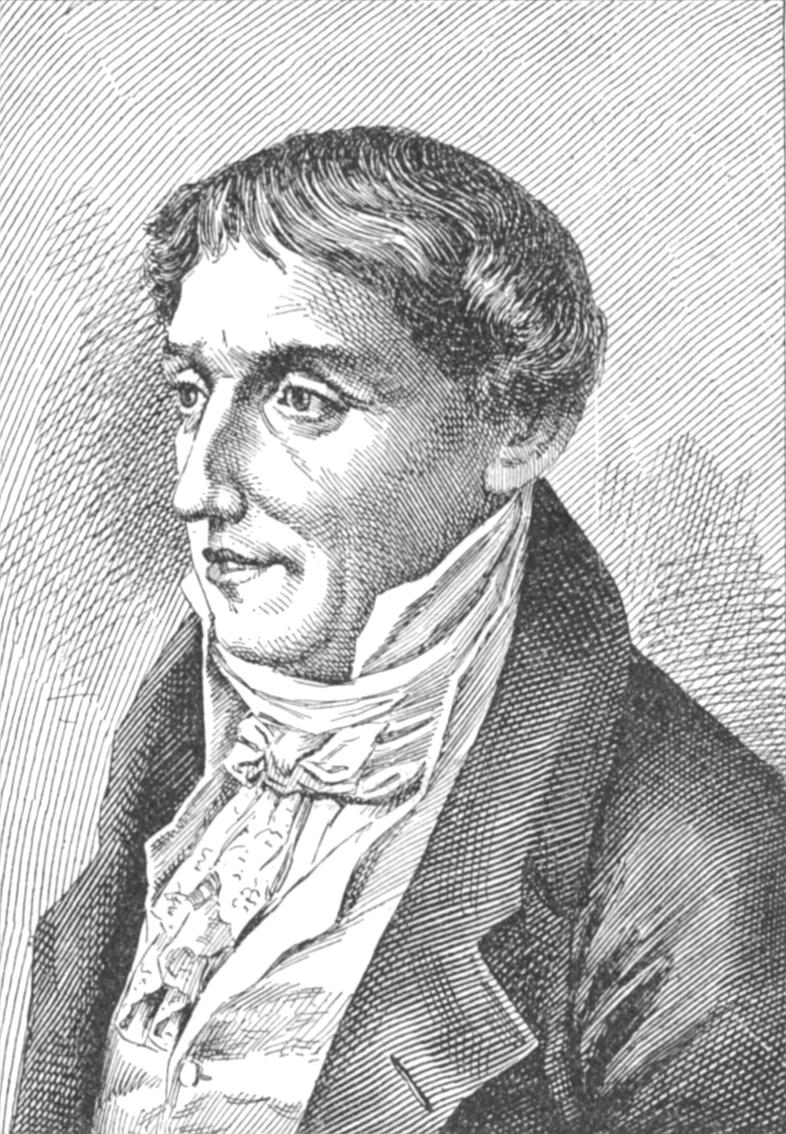
Alessandro Giuseppe Antonio Anastasio Volta (18 de febrero de 1745 – 5 de marzo de 1827)

En 1836, Dabiel mejoró la pila de Volta utilizando un ánodo de zinc metálico inmerso en una vasija de barro poroso que contiene una disolución de sulfato de zinc, y ésta a su vez sumergida en una disolución de sulfato de cobre contenida en una vasija de cobre de mayor diámetro, que actúa como cátodo de la pila. En 1840, Smee mejoró la pila empleando zinc y plata en ácido sulfúrico.
Smee y Daniell mejoraron la pila de Volta utilizando planchas de zinc y cobre suspendidas en sulfato de cobre y ácido sulfúrico.
El físico e ingeniero alemán Moritz Hermann Jacobi, que inventó la galvanoplastia, reprodujo medallas sobre moldes introducidos en una disolución electrolítica y conectada a una batería galvánica.
Casi al mismo tiempo, otro inglés, Thomas Spencer, al parecer de forma accidental, conectó al conductor positivo una plancha de cobre con algo de barniz aislante. De este modo descubrió que el metal se depositaba en el polo negativo, mientras que en el positivo el metal era horadado. Todo ello le sugirió la idea de grabar una plancha usando la electrólisis. Thomas Spencer y John Wilson patentaron en 1840 la técnica: Engraving Metals by Voltaic Electricity.
En 1842, Franz W. Von Kobell inventó una técnica para copiar dibujos por electrólisis publicando su método en el libro Galvanografi.
En 1885, Charles V. Walker describió el proceso y su aplicación en el grabado en el libro Electrotype Manipulation.
En 1892, Hubert von Herkomer desarrolló una técnica parecida a la de Kobell, que llamó Spongotype.
La electrólisis en el grabado se siguió utilizando, tanto en Europa como en Estados Unidos, hasta los años 40 del siglo XX. Por causas desconocidas, su práctica fue mermando hasta que a finales del siglo XX, en la década de los 80 y principios de los 90, algunos grabadores retomaron este método.